# La Pintada (huyện)
Huyện La Pintada là một huyện (distrito) thuộc tỉnh Coclé ở Panama. Theo điều tra dân số năm 2000, huyện này có dân số 23202 người. Huyện La Pintada có diện tích 1024 km². Huyện lỵ đóng tại La Pintada.